# Метаилурус
Метаилурус (лат. Metailurus, от др.-греч. μετα- приставка, обозначающая промежуточность, и αἴλουρος «кошка»), или ложный саблезубый тигр — род семейства кошачьих. Обитал в Северной Америке, Африке, Европе и Азии с миоцена по плейстоцен, 9 млн — 11 тыс. лет назад.
Metailurus получил название в трудах Зданского (Zdansky, 1924), а причислен к настоящим кошачьим Кэрроллом (Carroll, 1988).
Метаилурус также известен как «ложный саблезубый тигр», поскольку вместо настоящих саблевидных зубов он имел нечто среднее между длинными, плоскими и клинкоподобными саблевидными зубами настоящих саблезубых тигров и более короткими конусовидными зубами современных кошачьих. Его клыки — длиннее, чем даже у дымчатого леопарда, но намного короче, чем у настоящих саблезубых кошек и более конические, чем клинкообразные.
Из-за фрагментарности найденных до настоящего времени останков остаётся предметом дискуссий количество видов внутри данного рода.